# Liste der dicksten Bäume in der Rhön

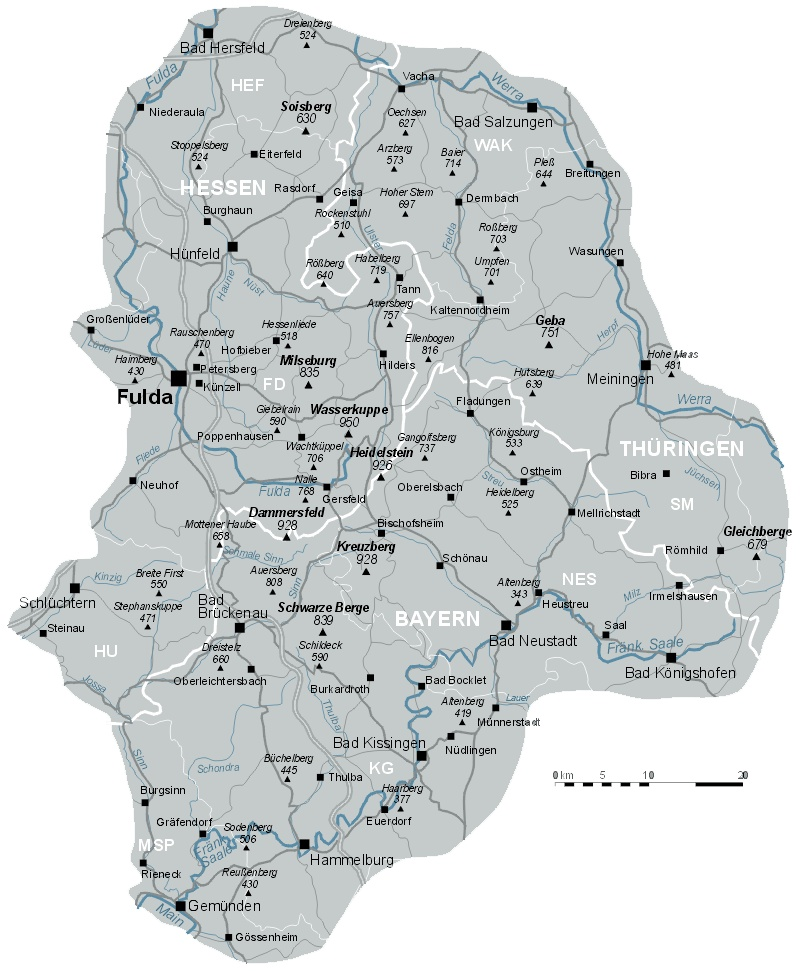
Übersichtskarte Rhön

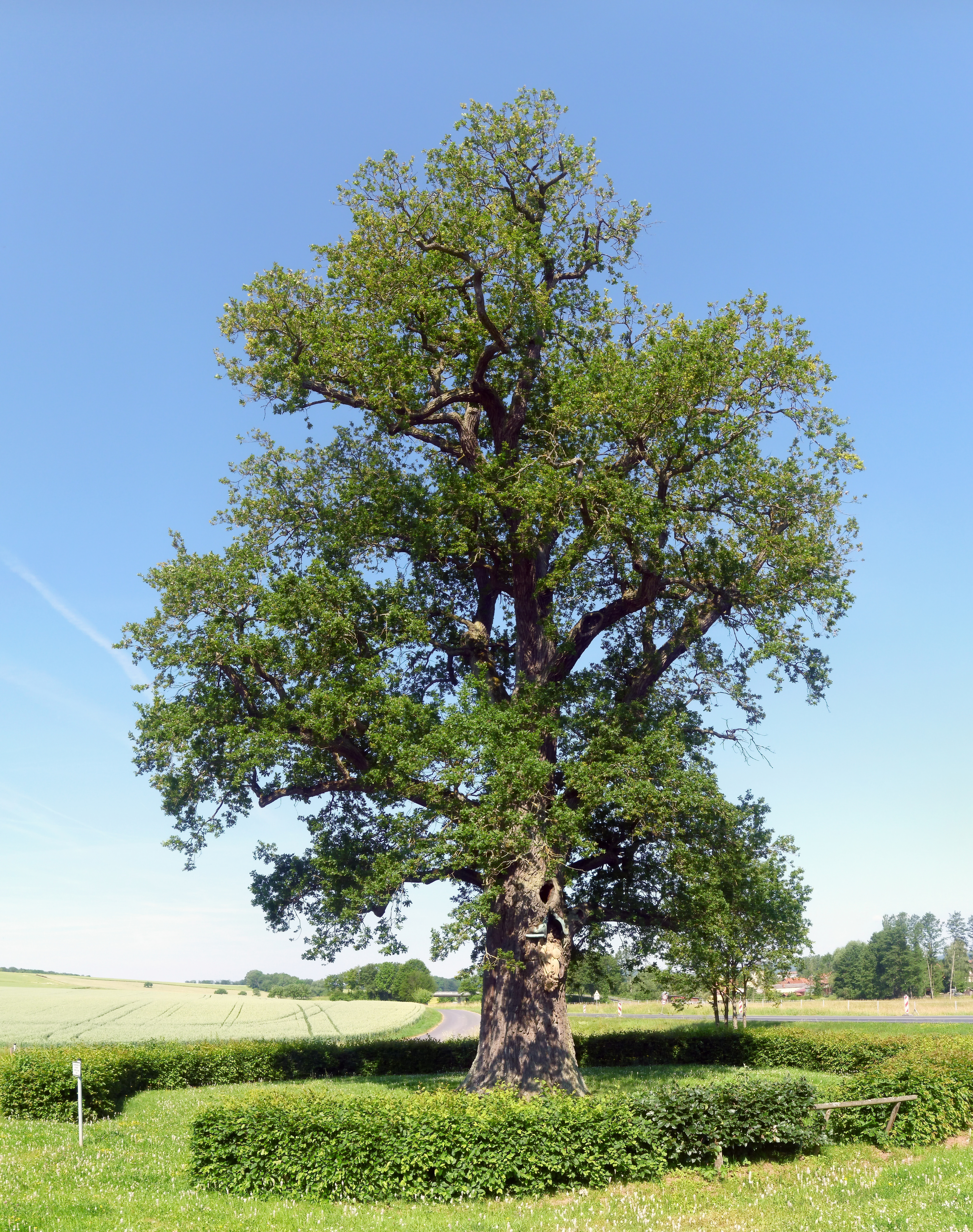
Bildeiche bei Albertshausen
(7,01 Meter Stammumfang)

Die Liste der dicksten Bäume in der Rhön enthält Bäume in der Rhön, einem deutschen Mittelgebirge im Grenzgebiet der Bundesländer Bayern, Hessen und Thüringen, mit einem Stammumfang von mindestens sechs Meter. Diese Bäume stehen in den Landkreisen Bad Kissingen (vierzehn), Rhön-Grabfeld (acht), Fulda (sechs) und Schmalkalden-Meiningen (drei). Die Liste enthält elf Eichen, zehn Buchen, neun Linden und eine Pappel.
Zu jedem Baum sind Angaben zum Standort aufgeführt, so Ort, Landkreis, Bundesland, Höhenlage und Koordinaten. Des Weiteren wird die Baumart, der Naturdenkmalstatus, das geschätzte Alter, die Höhe des Baumes, der Durchmesser seiner Krone und nicht zuletzt der Umfang seines Stammes genannt.
Die nach dem an der Taille gemessenen Stammumfang dickste, einstämmig aufgewachsene Eiche ist die Stieleiche beim Thurmgut nahe Hermannsfeld mit 7,63 Meter, die dickste einstämmige Buche eine Rotbuche bei Roth mit 7,55 Meter, während die siebenstämmige Buche bei Diebach in Brusthöhe einen Umfang von 7,70 Meter hat; als dickste Linde in der Rhön gilt die Dorflinde in Harbach mit 7,72 Meter, eine Sommerlinde. Zu den ältesten Bäumen in diesem Raum gehört die Bildeiche bei Albertshausen (7,01 Meter Umfang), deren Alter auf bis zu 600 Jahren geschätzt wird.

## Auswahl
Die Auswahl der Bäume geschieht anhand des Stammumfangs, der auch immer mit einem hohen Alter gleichzusetzen ist. Der Grenzbereich liegt an der Stelle des geringsten Umfanges bei sechs Metern. Liegt dieses Maß unter sechs Metern, ist eine Kombination (Mittelwert) mit dem Umfang in einem Meter Höhe ausschlaggebend. Für das Deutsche Baumarchiv entspricht das lokal (LBB) bis regional bedeutsamen Bäumen (RBB). Hans Joachim Fröhlich – Initiator des Kuratoriums Alte liebenswerte Bäume in Deutschland – schreibt über Bäume dieser Größe, ein „hohes Alter, das weit über das wirtschaftliche Nutzungsalter hinausgeht, [eine] besondere Größe und Gestalt, so daß die Bäume in Höhe und Stammdurchmesser die normal bekannten Ausmaße überschreiten und durch Wuchs- und Erscheinungsformen eine imponierende Gestalt einnehmen.“

## Erklärung

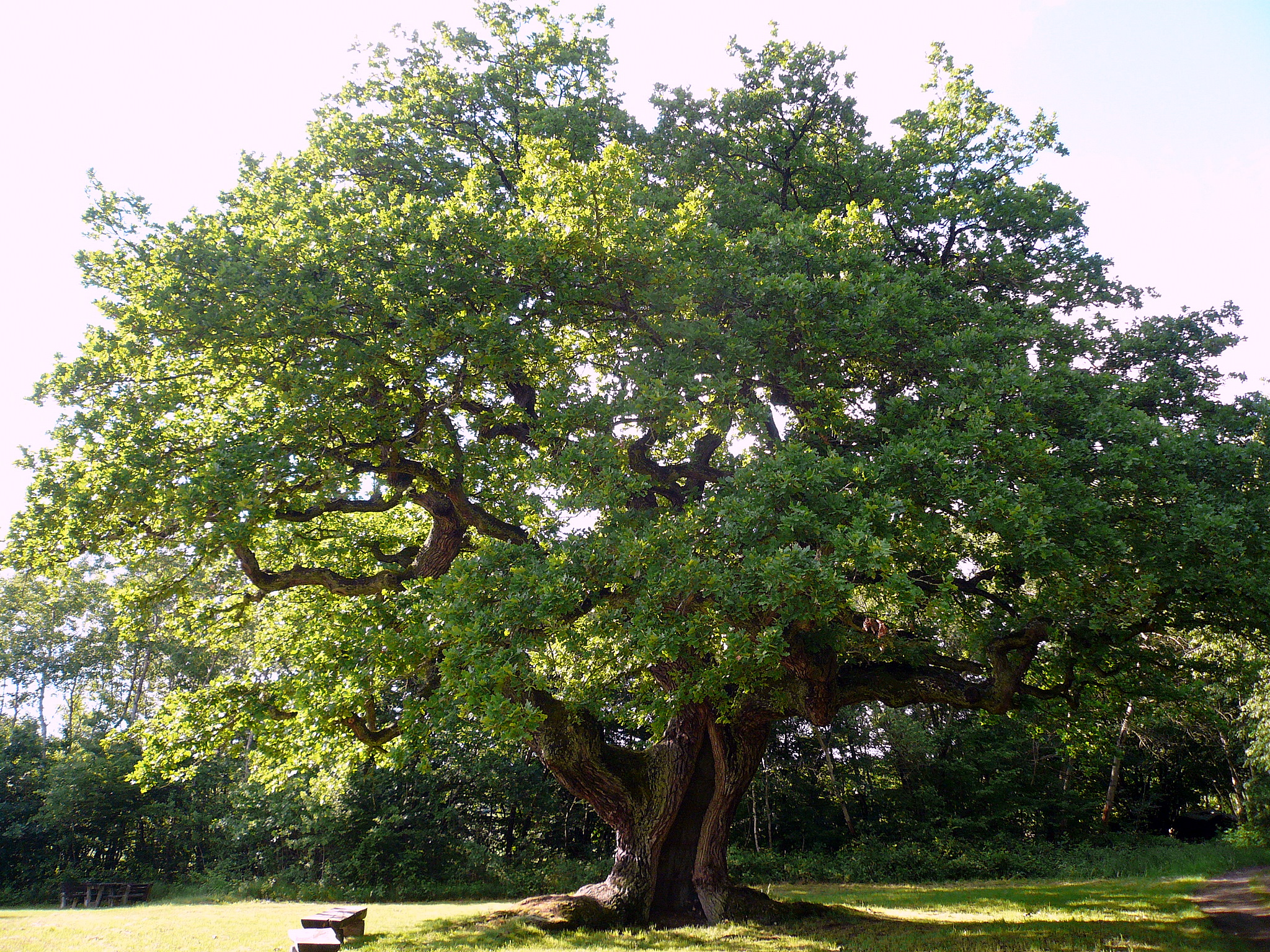
Tausendjährige Eiche bei Reith
(6,10 Meter Stammumfang)

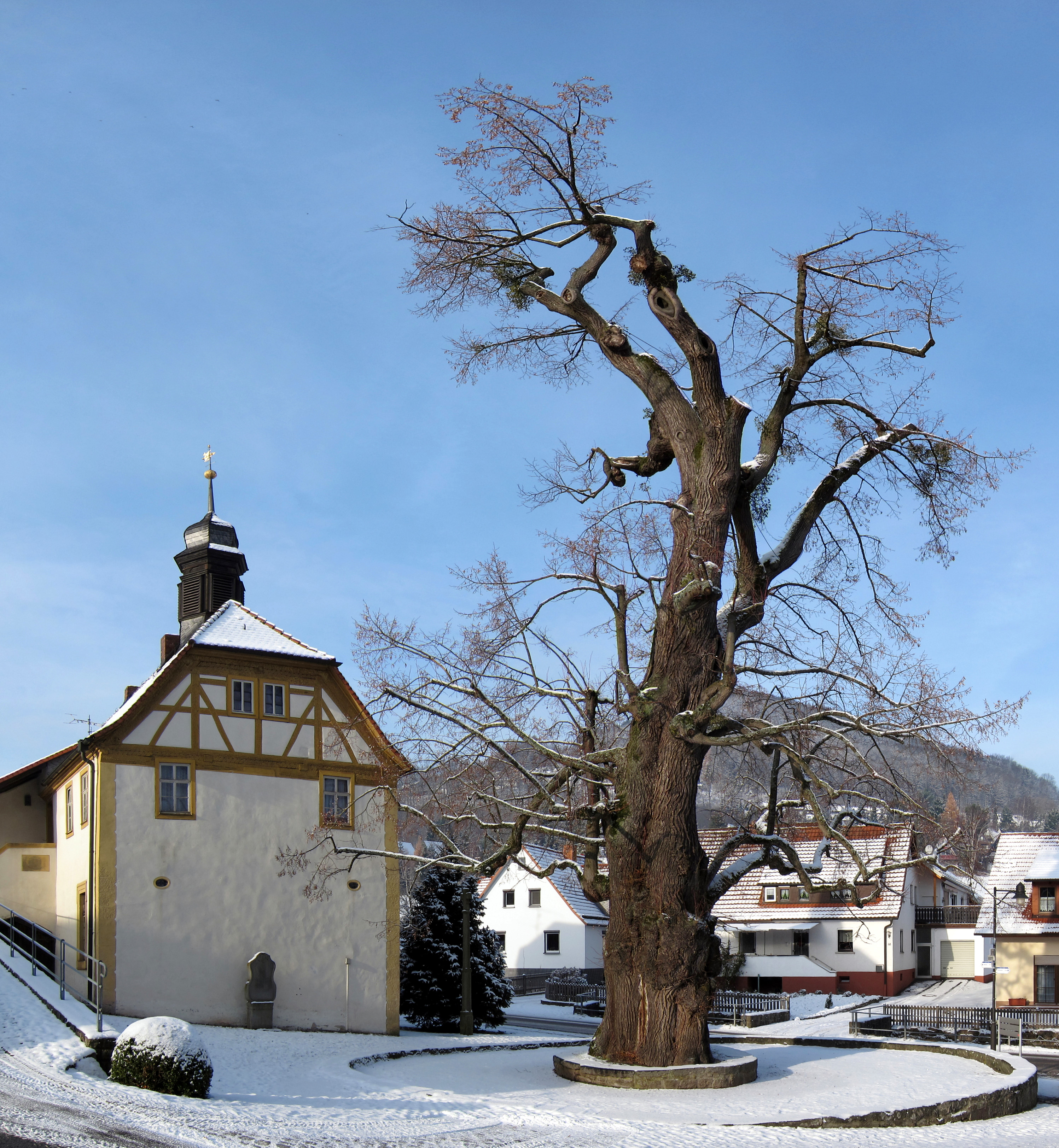
Dorflinde in Haselbach

- Einleitung: Nennt den Namen des Baumes.
- Baumdaten:
  - Ort: Nennt die Ortschaft, in der der Baum steht.
  - Landkreis: Nennt den Landkreis, in dem sich der Ort des Baumes befindet.
  - Bundesland: Nennt das Bundesland, in dem sich der Baum befindet.
  - Baumart: Nennt die Art des Baumes.
  - Naturdenkmal: Nennt, ob der Baum zum Naturdenkmal erhoben wurde.
  - Stammumfang (Taille): Nennt den Stammumfang des Baumes an der Stelle des geringsten Stammdurchmessers (Taille), die sich je nach Baumart auf einer Höhe von bis zu 2,5 Metern befindet. Die Messung wird unterhalb der untersten Starkäste beziehungsweise deren Astlöcher durchgeführt. In Klammern ist das Jahr der Messung angegeben.
  - Stammumfang (ein Meter Höhe): Nennt den Stammumfang des Baumes auf einem Meter Höhe. In Klammern steht das Jahr der Messung.
  - Alter: Nennt das Alter des Baumes.
  - Höhe des Baumes: Nennt die Höhe des Baumes.
  - Durchmesser der Krone: Nennt den Durchmesser der Krone.
  - Höhe über Normalnull: Nennt die Höhe über Normalnull am Standort des Baumes
  - Standort: Nennt die Koordinaten des Baumes.
- Bild: Abbildungen des Baumes

Anmerkung: Über die Pfeile ist ein Navigieren zwischen der Ortsübersicht und den Starkbäumen in beiden Richtungen möglich.

## Ortsübersicht
| Ort           | Gattung | Name/Standort        | Bundes- land | Taillen- Umfang | Umfang ein Meter Höhe | Alter (Jahre) | Haupt- Eintrag |
| ------------- | ------- | -------------------- | ------------ | --------------- | --------------------- | ------------- | -------------- |
| Albertshausen | Eiche   | Bildeiche            | Bayern       | 7,01 m          | 8,00 m                | 350–600       | ↓              |
| Aschach       | Eiche   | Dreifaltigkeitseiche | Bayern       | 7,46 m          | 7,51 m                | 350           | ↓              |
| Bad Kissingen | Pappel  | —                    | Bayern       | 6,63 m          | 7,08 m                | —             | ↓              |
| Bischofsheim  | Eiche   | Geißeiche            | Bayern       | 6,11 m          | 6,60 m                | 350–400       | ↓              |
| Brückenau     | Eiche   | König-Ludwig-Eiche   | Bayern       | 6,79 m          | 7,11 m                | 400           | ↓              |
| Diebach       | Buche   | Siebenstämmige Buche | Bayern       | 7,70 m          | –                     | 180           | ↓              |
| Eiterfeld     | Linde   | Burg Fürsteneck      | Hessen       | 6,75 m          | –                     | 450           | ↓              |
| Frauenroth    | Buche   | Hutbuche             | Bayern       | 7,15 m          | 7,17 m                | 350           | ↓              |
| Geckenau      | Linde   | —                    | Bayern       | 5,89 m          | 6,05 m                | 200           | ↓              |
| Hammelburg    | Linde   | Geilesberg           | Bayern       | 5,96 m          | 6,48 m                | 300           | ↓              |
| Harbach       | Linde   | Dorflinde            | Hessen       | 7,72 m          | 7,90 m                | 400           | ↓              |
| Haselbach     | Linde   | Dorflinde            | Bayern       | 7,13 m          | –                     | 300           | ↓              |
| Hermannsfeld  | Eiche   | Große Eiche/Thurmgut | Thüringen    | 7,63 m          | 7,51 m                | 370–380       | ↓              |
| Langenbieber  | Linde   | Fuldaer Tor          | Hessen       | 6,21 m          | 6,33 m                | 300           | ↓              |
| Mitgenfeld    | Buche   | Urbuche              | Bayern       | 6,44 m          | 6,94 m                | 200–300       | ↓              |
| Oberbach      | Buche   | Riesenbuche          | Bayern       | 6,65 m          | 6,92 m                | 200–340       | ↓              |
| Oberbach      | Buche   | —                    | Bayern       | 6,19 m          | 6,35 m                | —             | ↓              |
| Ostheim       | Eiche   | Doppelte Eiche       | Bayern       | 6,18 m          | 6,24 m                | 400           | ↓              |
| Reith         | Eiche   | Tausendjährige Eiche | Bayern       | 6,10 m          | 6,19 m                | 300–500       | ↓              |
| Roth          | Buche   | Rother Kuppe         | Bayern       | 7,55 m          | 8,24 m                | 250–300       | ↓              |
| Roth          | Buche   | Rother Kuppe         | Bayern       | 6,84 m          | –                     | 250–300       | ↓              |
| Schafhausen   | Eiche   | —                    | Thüringen    | 6,41 m          | 7,25 m                | 350–450       | ↓              |
| Schafhausen   | Eiche   | —                    | Thüringen    | 5,60 m          | 6,58 m                | 350–450       | ↓              |
| Schlimpfhof   | Eiche   | Tausendjährige Eiche | Bayern       | 7,27 m          | 7,90 m                | –             | ↓              |
| Schönderling  | Buche   | Hannesebuche         | Bayern       | 6,19 m          | 6,35 m                | 250           | ↓              |
| Sondernau     | Linde   | —                    | Bayern       | 7,06 m          | 7,17 m                | 250           | ↓              |
| Urspringen    | Buche   | Gangolfsberg         | Bayern       | 6,29 m          | 6,51 m                | 250           | ↓              |
| Wüstensachsen | Linde   | Lindenallee          | Hessen       | 6,20 m          | 7,05 m                | 300           | ↓              |
| Wüstensachsen | Linde   | Lindenallee          | Hessen       | 6,19 m          | 6,55 m                | 300           | ↓              |
| Wüstensachsen | Buche   | Wasserkuppe          | Hessen       | 7,27 m          | –                     | —             | ↓              |
| Zeitlofs      | Eiche   | Heilsbergeiche       | Bayern       | 5,95 m          | 6,15 m                | —             | ↓              |

## Starkbäume
| Baumdaten | Bild                                  |  |
| --- | ------------------------------------- |  |
| ↑ Eiche bei Albertshausen (Bildeiche) |                                       |  |
| \| Ort: \| Bad Kissingen, Ortsteil Albertshausen \| \| Landkreis: \| Bad Kissingen \| \| Bundesland: \| Bayern \| \| Baumart: \| Stieleiche (Quercus robur) \| \| Naturdenkmal: \| ja \| \| Stammumfang (Taille): \| 7,01 Meter (2012) \| \| Stammumfang (ein Meter Höhe): \| 8,00 Meter (2009) \| \| Höhe des Baumes: \| 24 Meter (2012) \| \| Durchmesser der Krone: \| 19 Meter \| \| Alter: \| etwa 350 bis 600 Jahre \| \| Höhe über Normalnull: \| 305 Meter \| \| Standort: \| 50° 12′ 10,7″ N, 009° 59′ 47,0″ O \| |                                       |  |
| |                                       |  |
| ↑ Eiche bei Aschach (Dreifaltigkeitseiche) |                                       |  |
| - Ort: Bad Bocklet, Ortsteil Aschach - Landkreis: Bad Kissingen - Bundesland: Bayern - Baumart: Stieleiche (Quercus robur) - Naturdenkmal: ja - Stammumfang (Taille): 7,46 Meter (2011) - Stammumfang (ein Meter Höhe): 7,51 Meter (2008) - Höhe des Baumes: 17 Meter - Durchmesser der Krone: 16 Meter - Alter: etwa 350 Jahre - Höhe über Normalnull: 315 Meter - Standort: 50° 15′ 42,3″ N, 010° 03′ 00,0″ O |                                       |  |
| |                                       |  |
| ↑ Schwarzpappel in Bad Kissingen |                                       |  |
| - Ort: Bad Kissingen - Landkreis: Bad Kissingen - Bundesland: Bayern - Baumart: Schwarz-Pappel (Populus nigra) - Naturdenkmal: nein - Stammumfang (Taille): 6,63 Meter (2012) - Stammumfang (ein Meter Höhe): 7,08 Meter (2009) - Höhe des Baumes: 29 Meter (2012) - Durchmesser der Krone: 25 Meter - Alter: — - Höhe über Normalnull: 200 Meter - Standort: 50° 12′ 06,1″ N, 010° 04′ 21,8″ O |                                       |  |
| |                                       |  |
| ↑ Eiche bei Bischofsheim (Geißeiche) |                                       |  |
| - Ort: Bischofsheim in der Rhön - Landkreis: Rhön-Grabfeld - Bundesland: Bayern - Baumart: Eiche (Quercus) - Naturdenkmal: ja - Stammumfang (Taille): 6,11 Meter (2012) - Stammumfang (ein Meter Höhe): 6,60 Meter (2008) - Höhe des Baumes: 21 Meter (2012) - Durchmesser der Krone: — - Alter: etwa 350–400 Jahre - Höhe über Normalnull: 600 Meter - Standort: 50° 25′ 06,2″ N, 010° 02′ 28,8″ O |                                       |  |
| |                                       |  |
| ↑ Eiche im Staatsbad Brückenau (König-Ludwig-Eiche) |                                       |  |
| - Ort: Bad Brückenau, Ortsteil Staatsbad Brückenau - Landkreis: Bad Kissingen - Bundesland: Bayern - Baumart: Stieleiche (Quercus robur) - Naturdenkmal: ja - Stammumfang (Taille): 6,79 Meter (2012) - Stammumfang (ein Meter Höhe): 7,11 Meter (2009) - Höhe des Baumes: 17 Meter (2012) - Durchmesser der Krone: 28 Meter - Alter: etwa 400 Jahre - Höhe über Normalnull: 300 Meter - Standort: 50° 18′ 14,3″ N, 009° 44′ 43,1″ O                                                                                       |                                       |  |
| |                                       |  |
| ↑ Siebenstämmige Buche bei Diebach (mehrstämmig/-kernig) |                                       |  |
| - Ort: Hammelburg, Ortsteil Diebach - Landkreis: Bad Kissingen - Bundesland: Bayern - Baumart: Rotbuche (Fagus sylvatica) - Naturdenkmal: ja - Stammumfang (Taille): 7,70 Meter (2011) - Stammumfang (ein Meter Höhe): — - Höhe des Baumes: 22 Meter - Durchmesser der Krone: 22 Meter - Alter: etwa 180 Jahre - Höhe über Normalnull: 270 Meter - Standort: 50° 08′ 21,0″ N, 009° 51′ 03,3″ O |                                       |  |
| |                                       |  |
| ↑ Linde bei Eiterfeld (Burg Fürsteneck) |                                       |  |
| - Ort: Eiterfeld, Burg Fürsteneck - Landkreis: Fulda - Bundesland: Hessen - Baumart: Sommer-Linde (Tilia platyphyllos) - Naturdenkmal: ja - Stammumfang (Taille): 6,75 Meter (2012) - Stammumfang (ein Meter Höhe): — - Höhe des Baumes: 20 Meter - Durchmesser der Krone: 20 Meter - Alter: etwa 450 Jahre - Höhe über Normalnull: 400 Meter - Standort: 50° 46′ 33,6″ N, 009° 48′ 27,8″ O |                                       |  |
| |                                       |  |
| ↑ Buche bei Frauenroth (Hutbuche) (mehrkernig) |                                       |  |
| - Ort: Burkardroth, Ortsteil Frauenroth - Landkreis: Bad Kissingen - Bundesland: Bayern - Baumart: Rotbuche (Fagus sylvatica) - Naturdenkmal: ja - Stammumfang (Taille): 7,15 Meter (2012) - Stammumfang (ein Meter Höhe): 7,17 Meter (2010) - Höhe des Baumes: 24 Meter (2012) - Durchmesser der Krone: 26 Meter - Alter: etwa 350 Jahre - Höhe über Normalnull: 410 Meter - Standort: 50° 15′ 49,8″ N, 010° 01′ 15,2″ O                                                                                                  |                                       |  |
| |                                       |  |
| ↑ Linde bei Geckenau |                                       |  |
| - Ort: Bastheim, Ortsteil Geckenau - Landkreis: Rhön-Grabfeld - Bundesland: Bayern - Baumart: Winter-Linde (Tilia cordata) - Naturdenkmal: ja - Stammumfang (Taille): 5,89 Meter (2008) - Stammumfang (ein Meter Höhe): 6,05 Meter (2008) - Höhe des Baumes: 28 Meter - Durchmesser der Krone: 15 Meter - Alter: etwa 200 Jahre - Höhe über Normalnull: 275 Meter - Standort: 50° 23′ 26,7″ N, 010° 12′ 25,6″ O |                                       |  |
| |                                       |  |
| ↑ Linde bei Hammelburg (Geilesberg) |                                       |  |
| - Ort: Hammelburg - Landkreis: Bad Kissingen - Bundesland: Bayern - Baumart: Sommer-Linde (Tilia platyphyllos) - Naturdenkmal: ja - Stammumfang (Taille): 5,96 Meter (2012) - Stammumfang (ein Meter Höhe): 6,48 Meter (2009) - Höhe des Baumes: 28 Meter (2012) - Durchmesser der Krone: 21 Meter - Alter: etwa 300 Jahre - Höhe über Normalnull: 220 Meter - Standort: 50° 07′ 57,2″ N, 009° 53′ 56,8″ O |                                       |  |
| |                                       |  |
| ↑ Linde in Harbach (Dorflinde) |                                       |  |
| - Ort: Hilders, Ortsteil Harbach - Landkreis: Fulda - Bundesland: Hessen - Baumart: Sommer-Linde (Tilia platyphyllos) - Naturdenkmal: ja - Stammumfang (Taille): 7,72 Meter (2012) - Stammumfang (ein Meter Höhe): 7,90 Meter (2009) - Höhe des Baumes: 19 Meter (2012) - Durchmesser der Krone: 15 Meter - Alter: etwa 400 Jahre - Höhe über Normalnull: 540 Meter - Standort: 50° 34′ 15,0″ N, 009° 55′ 26,0″ O |                                       |  |
| |                                       |  |
| ↑ Dorflinde Haselbach |                                       |  |
| - Ort: Bischofsheim in der Rhön, Ortsteil Haselbach - Landkreis: Rhön-Grabfeld - Bundesland: Bayern - Baumart: Winter-Linde (Tilia cordata) - Naturdenkmal: ja - Stammumfang (Taille): 7,13 Meter (2011) - Stammumfang (ein Meter Höhe): — - Höhe des Baumes: 24 Meter - Durchmesser der Krone: 15 Meter - Alter: etwa 300 Jahre - Höhe über Normalnull: 470 Meter - Standort: 50° 23′ 41,9″ N, 009° 59′ 45,7″ O |                                       |  |
| |                                       |  |
| ↑ Große Eiche bei Hermannsfeld (Thurmgut) |                                       |  |
| - Ort: Rhönblick, Ortsteil Hermannsfeld - Landkreis: Schmalkalden-Meiningen - Bundesland: Thüringen - Baumart: Stieleiche (Quercus robur) - Naturdenkmal: ja - Stammumfang (Taille): 7,63 Meter (2012) - Stammumfang (ein Meter Höhe): 7,51 Meter (1999) - Höhe des Baumes: 12 Meter (2012) - Durchmesser der Krone: 18 Meter - Alter: etwa 370 bis 380 Jahre - Höhe über Normalnull: 355 Meter - Standort: 50° 30′ 45,2″ N, 010° 19′ 04,2″ O                                                                              |                                       |  |
| |                                       |  |
| ↑ Linde bei Langenbieber (Fuldaer Tor) |                                       |  |
| - Ort: Hofbieber, Ortsteil Langenbieber - Landkreis: Fulda - Bundesland: Hessen - Baumart: Sommer-Linde (Tilia platyphyllos) - Naturdenkmal: ja - Stammumfang (Taille): 6,21 Meter (2010) - Stammumfang (ein Meter Höhe): 6,33 Meter (2010) - Höhe des Baumes: 25 Meter - Durchmesser der Krone: 27 Meter - Alter: etwa 300 Jahre - Höhe über Normalnull: 440 Meter - Standort: 50° 33′ 33,4″ N, 009° 49′ 56,4″ O |                                       |  |
| |                                       |  |
| ↑ Buche bei Mitgenfeld (Urbuche) |                                       |  |
| - Ort: Oberleichtersbach, Ortsteil Mitgenfeld - Landkreis: Bad Kissingen - Bundesland: Bayern - Baumart: Rotbuche (Fagus sylvatica) - Naturdenkmal: ja - Stammumfang (Taille): 6,44 Meter (2011) - Stammumfang (ein Meter Höhe): 6,94 Meter (2009) - Höhe des Baumes: 14 Meter - Durchmesser der Krone: 18 Meter - Alter: 200 bis 300 Jahre - Höhe über Normalnull: 535 Meter - Standort: 50° 17′ 43,4″ N, 009° 49′ 27,9″ O                                                                                                |                                       |  |
| |                                       |  |
| ↑ Buche bei Oberbach (Riesenbuche) |                                       |  |
| - Ort: Wildflecken, Ortsteil Oberbach - Landkreis: Bad Kissingen - Bundesland: Bayern - Baumart: Rotbuche (Fagus sylvatica) - Naturdenkmal: nein - Stammumfang (Taille): 6,65 Meter (2011) - Stammumfang (ein Meter Höhe): 6,92 Meter (2009) - Höhe des Baumes: 22 Meter - Durchmesser der Krone: 25 Meter - Alter: 200 bis 340 Jahre - Höhe über Normalnull: 610 Meter - Standort: 50° 19′ 49,4″ N, 009° 53′ 55,8″ O |                                       |  |
| |                                       |  |
| ↑ Buche bei Oberbach |                                       |  |
| - Ort: Wildflecken, Ortsteil Oberbach - Landkreis: Bad Kissingen - Bundesland: Bayern - Baumart: Rotbuche (Fagus sylvatica) - Naturdenkmal: nein - Stammumfang (Taille): 6,19 Meter (2009) - Stammumfang (ein Meter Höhe): 6,35 Meter (2009) - Höhe des Baumes: 10 Meter - Durchmesser der Krone: 15 Meter - Alter: — - Höhe über Normalnull: 610 Meter - Standort: 50° 19′ 46,3″ N, 009° 54′ 09,1″ O |                                       |  |
| |                                       |  |
| ↑ Doppelte Eiche bei Ostheim |                                       |  |
| - Ort: Ostheim vor der Rhön - Landkreis: Rhön-Grabfeld - Bundesland: Bayern - Baumart: Eiche (Quercus) - Naturdenkmal: ja - Stammumfang (Taille): 6,18 Meter (2011) - Stammumfang (ein Meter Höhe): 6,24 Meter (2008) - Höhe des Baumes: 20 Meter - Durchmesser der Krone: — - Alter: etwa 400 Jahre - Höhe über Normalnull: 440 Meter - Standort: 50° 28′ 20,0″ N, 010° 12′ 44,3″ O |                                       |  |
| |                                       |  |
| ↑ Eiche bei Reith (Tausendjährige Eiche) |                                       |  |
| - Ort: Oberthulba, Ortsteil Reith - Landkreis: Bad Kissingen - Bundesland: Bayern - Baumart: Stieleiche (Quercus robur) - Naturdenkmal: ja - Stammumfang (Taille): 6,10 Meter (2012) - Stammumfang (ein Meter Höhe): 6,19 Meter (2009) - Höhe des Baumes: 15 Meter (2012) - Durchmesser der Krone: 19 Meter - Alter: etwa 300–500 Jahre - Höhe über Normalnull: 295 Meter - Standort: 50° 11′ 44,1″ N, 009° 55′ 17,6″ O |                                       |  |
| |                                       |  |
| ↑ Buche bei Roth (Rother Kuppe) |                                       |  |
| - Ort: Hausen, Ortsteil Roth - Landkreis: Rhön-Grabfeld - Bundesland: Bayern - Baumart: Rotbuche (Fagus sylvatica) - Naturdenkmal: ja - Stammumfang (Taille): 7,55 Meter (2012) - Stammumfang (ein Meter Höhe): 8,24 Meter (2007) - Höhe des Baumes: 25 Meter - Durchmesser der Krone: 22 Meter - Alter: etwa 250 bis 300 Jahre - Höhe über Normalnull: 665 Meter - Standort: 50° 28′ 45,5″ N, 010° 05′ 57,4″ O |                                       |  |
| |                                       |  |
| ↑ Buche bei Roth (Rother Kuppe) |                                       |  |
| - Ort: Hausen, Ortsteil Roth - Landkreis: Rhön-Grabfeld - Bundesland: Bayern - Baumart: Rotbuche (Fagus sylvatica) - Naturdenkmal: ja - Stammumfang (Taille): 6,86 Meter (2012) - Stammumfang (ein Meter Höhe): — - Höhe des Baumes: 25 Meter - Durchmesser der Krone: 25 Meter - Alter: etwa 250 bis 300 Jahre - Höhe über Normalnull: 660 Meter - Standort: 50° 28′ 44,1″ N, 010° 05′ 56,8″ O |                                       |  |
| |                                       |  |
| ↑ Eiche bei Schafhausen |                                       |  |
| - Ort: Erbenhausen, Ortsteil Schafhausen - Landkreis: Schmalkalden-Meiningen - Bundesland: Thüringen - Baumart: Eiche (Quercus) - Naturdenkmal: ja - Stammumfang (Taille): 6,41 Meter (2009) - Stammumfang (ein Meter Höhe): 7,25 Meter (2009) - Höhe des Baumes: 20 Meter - Durchmesser der Krone: 15 Meter - Alter: etwa 350 bis 450 Jahre - Höhe über Normalnull: 495 Meter - Standort: 50° 33′ 44,6″ N, 010° 09′ 57,1″ O                                                                                               |                                       |  |
| |                                       |  |
| ↑ Eiche bei Schafhausen |                                       |  |
| - Ort: Erbenhausen, Ortsteil Schafhausen - Landkreis: Schmalkalden-Meiningen - Bundesland: Thüringen - Baumart: Eiche (Quercus) - Naturdenkmal: ja - Stammumfang (Taille): 5,60 Meter (2009) - Stammumfang (ein Meter Höhe): 6,58 Meter (2009) - Höhe des Baumes: 20 Meter - Durchmesser der Krone: 18 Meter - Alter: etwa 350 bis 450 Jahre - Höhe über Normalnull: 480 Meter - Standort: 50° 33′ 55,6″ N, 010° 10′ 15,3″ O                                                                                               |                                       |  |
| |                                       |  |
| ↑ Eiche bei Schlimpfhof (Tausendjährige Eiche) |                                       |  |
| - Ort: Oberthulba, Ortsteil Schlimpfhof - Landkreis: Bad Kissingen - Bundesland: Bayern - Baumart: Stieleiche (Quercus robur) - Naturdenkmal: nein - Stammumfang (Taille): 7,27 Meter (2012) - Stammumfang (ein Meter Höhe): 7,90 Meter (2011) - Höhe des Baumes: 13 Meter (2012) - Durchmesser der Krone: 10 Meter - Alter: — - Höhe über Normalnull: 305 Meter - Standort: 50° 13′ 42,8″ N, 009° 59′ 25,1″ O |                                       |  |
| |                                       |  |
| ↑ Buche bei Schönderling (Hannesebuche) |                                       |  |
| - Ort: Schondra, Ortsteil Schönderling - Landkreis: Bad Kissingen - Bundesland: Bayern - Baumart: Rotbuche (Fagus sylvatica) - Naturdenkmal: ja - Stammumfang (Taille): 6,19 Meter (2012) - Stammumfang (ein Meter Höhe): 6,35 Meter (2012) - Höhe des Baumes: 21 Meter (2012) - Durchmesser der Krone: 20 Meter - Alter: etwa 250 Jahre - Höhe über Normalnull: 415 Meter - Standort: 50° 14′ 49,4″ N, 009° 51′ 17,2″ O                                                                                                   |                                       |  |
| |                                       |  |
| ↑ Linde bei Sondernau |                                       |  |
| - Ort: Oberelsbach, Ortsteil Sondernau - Landkreis: Rhön-Grabfeld - Bundesland: Bayern - Baumart: Winter-Linde (Tilia cordata) - Naturdenkmal: ja - Stammumfang (Taille): 7,06 Meter (2011) - Stammumfang (ein Meter Höhe): 7,17 Meter (2007) - Höhe des Baumes: 25 Meter - Durchmesser der Krone: 18 Meter - Alter: etwa 250 Jahre - Höhe über Normalnull: 420 Meter - Standort: 50° 25′ 20,8″ N, 010° 05′ 41,2″ O |                                       |  |
| |                                       |  |
| ↑ Buche bei Urspringen (Gangolfsberg/Rother Kuppe) |                                       |  |
| - Ort: Ostheim vor der Rhön, Ortsteil Urspringen - Landkreis: Rhön-Grabfeld - Bundesland: Bayern - Baumart: Rotbuche (Fagus sylvatica) - Naturdenkmal: ja - Stammumfang (Taille): 6,29 Meter (2012) - Stammumfang (ein Meter Höhe): 6,51 Meter (2009) - Höhe des Baumes: 23 Meter (2012) - Durchmesser der Krone: 20 Meter - Alter: etwa 250 Jahre - Höhe über Normalnull: 520 Meter - Standort: 50° 28′ 05,1″ N, 010° 06′ 12,9″ O                                                                                         |                                       |  |
| |                                       |  |
| ↑ Linde bei Wüstensachsen |                                       |  |
| - Ort: Ehrenberg, Ortsteil Wüstensachsen - Landkreis: Fulda - Bundesland: Hessen - Baumart: Sommer-Linde (Tilia platyphyllos) - Naturdenkmal: ja - Stammumfang (Taille): 6,20 Meter (2009) - Stammumfang (ein Meter Höhe): 7,05 Meter (2009) - Höhe des Baumes: 25 Meter - Durchmesser der Krone: 25 Meter - Alter: etwa 300 Jahre - Höhe über Normalnull: 640 Meter - Standort: 50° 29′ 19,0″ N, 010° 00′ 25,8″ O |                                       |  |
| |                                       |  |
| ↑ Linde bei Wüstensachsen |                                       |  |
| - Ort: Ehrenberg, Ortsteil Wüstensachsen - Landkreis: Fulda - Bundesland: Hessen - Baumart: Sommer-Linde (Tilia platyphyllos) - Naturdenkmal: ja - Stammumfang (Taille): 6,19 Meter (2009) - Stammumfang (ein Meter Höhe): 6,55 Meter (2009) - Höhe des Baumes: 25 Meter - Durchmesser der Krone: 22 Meter - Alter: etwa 300 Jahre - Höhe über Normalnull: 650 Meter - Standort: 50° 29′ 13,7″ N, 010° 00′ 28,1″ O |                                       |  |
| |                                       |  |
| ↑ Buche an der Wasserkuppe (mehrstämmig/-kernig) |                                       |  |
| - Ort: Ehrenberg, Ortsteil Wüstensachsen - Landkreis: Fulda - Bundesland: Hessen - Baumart: Rotbuche (Fagus sylvatica) - Naturdenkmal: ja - Stammumfang (Taille): 7,27 Meter (2007) - Stammumfang (ein Meter Höhe): — - Höhe des Baumes: — - Durchmesser der Krone: — - Alter: — - Höhe über Normalnull: 715 Meter - Standort: 50° 29′ 44,9″ N, 009° 58′ 39,2″ O |                                       |  |
| |                                       |  |
| ↑ Eiche bei Zeitlofs (Heilsbergeiche) |                                       |  |
| - Ort: Zeitlofs - Landkreis: Bad Kissingen - Bundesland: Bayern - Baumart: Eiche (Quercus) - Naturdenkmal: ja - Stammumfang (Taille): 5,95 Meter (2011) - Stammumfang (ein Meter Höhe): 6,15 Meter (2009) - Höhe des Baumes: 20 Meter - Durchmesser der Krone: 15 Meter - Alter: — - Höhe über Normalnull: 380 Meter - Standort: 50° 15′ 12,6″ N, 009° 39′ 46,5″ O |                                       |  |
| Ort: | Bad Kissingen, Ortsteil Albertshausen |  |
| Landkreis: | Bad Kissingen                         |  |
| Bundesland: | Bayern                                |  |
| Baumart: | Stieleiche (Quercus robur)            |  |
| Naturdenkmal: | ja                                    |  |
| Stammumfang (Taille): | 7,01 Meter (2012)                     |  |
| Stammumfang (ein Meter Höhe): | 8,00 Meter (2009)                     |  |
| Höhe des Baumes: | 24 Meter (2012)                       |  |
| Durchmesser der Krone: | 19 Meter                              |  |
| Alter: | etwa 350 bis 600 Jahre                |  |
| Höhe über Normalnull: | 305 Meter                             |  |
| Standort: | 50° 12′ 10,7″ N, 009° 59′ 47,0″ O     |  |

## Weitere Bäume
| Stammumfang in Meter | Stammumfang in Meter | Stammumfang in Meter | Name                      | Ort           | ND   |
| Taille               | ein Meter            | Datum                | Name                      | Ort           | ND   |
| -------------------- | -------------------- | -------------------- | ------------------------- | ------------- | ---- |
| 5,98                 | 6,00                 | 03/2009              | Mattebuche                | Bischofsheim  | ja   |
| 5,80                 | –                    | 06/2009              | Buche bei Hausen          | Hausen        | nein |
| 5,78                 | 5,82                 | 11/2009              | Silber-Weide              | Bad Kissingen | nein |
| 5,69                 | 5,76                 | 05/2007              | Buche bei der Milseburg   | Kleinsassen   | ja   |
| 5,68                 | 5,98                 | 05/2009              | Buche am Schafstein       | Wüstensachsen | ja   |
| 5,70                 | 5,75                 | 04/2011              | Linde am Kloster Altstadt | Hammelburg    | ja   |
| 5,60                 | 5,88                 | 05/2011              | Dicke Eiche               | Untererthal   | nein |
| 5,58                 | 5,65                 | 04/2011              | Buche                     | Oberbach      | nein |
| 5,52                 | 5,57                 | 04/2011              | Marieneiche               | Aschach       | ja   |